# Fregilupus varius
El estornino de Reunión o estornino crestado de Reunión (Fregilupus varius) es una especie extinta de ave paseriforme de la familia Sturnidae endémica de Reunión, en las islas Mascareñas. Sus parientes más cercanos eran el estornino de Rodrigues (Necropsar rodericanus) y el estornino de Mauricio (Cryptopsar ischyrhynchus) de las islas vecinas. Las tres especies aparentemente tienen su origen en el sudeste asiático. Esta ave fue mencionada por primera vez en el siglo XVIII y se pensó originalmente que estaba relacionada con la abubilla. Aunque posteriormente se han propuesto varios parentescos, se confirmó que era un estornino gracias a un estudio de ADN.
Medía unos 30 centímetros de longitud. Su plumaje era sobre todo de color blanco y gris, con la parte posterior, las alas y la cola de un color marrón oscuro y gris. Tenía una ligera cresta eréctil, que se curvaba hacia delante. Se cree que la especie poseía cierto dimorfismo sexual, siendo los machos más grandes y con el pico más curvo que las hembras. Los juveniles eran más parduzcos que los adultos. Poco se sabe sobre el comportamiento. Según los informes vivían en grandes bandadas y habitaba en zonas húmedas y pantanos. Era omnívoro, se alimentan de materia vegetal y de insectos. Su pelvis era robusta, tenía dedos largos con garras grandes y mandíbulas fuertes lo que indica que buscaba alimento cerca del suelo.
Estos estorninos fueron cazados por los colonos de Reunión, que también los tenían como aves de jaula. Se conservan solo diecinueve especímenes en todo el mundo. A principios del siglo XIX se informó de su declive, y probablemente se extinguió antes de la década de 1860. Se han propuesto varios factores que habrían conducido a su extinción, como la competencia y depredación de especies introducidas, las enfermedades, la deforestación y la persecución realizada por los humanos, que los cazaban para comérselos y aduciendo que eran una plaga para las cosechas.

## Taxonomía

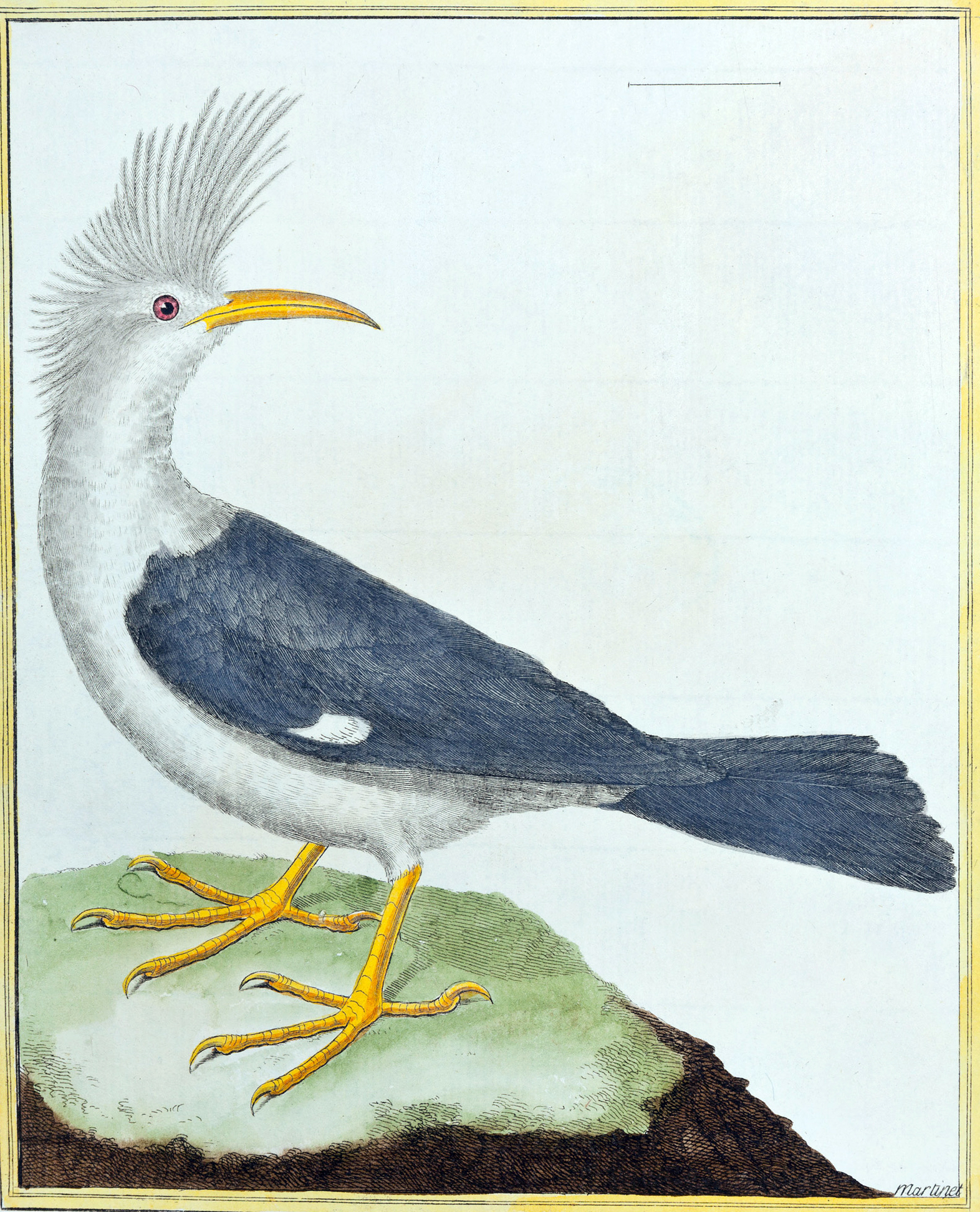
La ilustración tipo de François-Nicolas Martinet, años 1770.

Se cree que la primera vez donde aparece mencionado el estornino crestado de Reunión es en una lista de aves de Madagascar de 1658 escrita por el gobernador francés Étienne de Flacourt. Aunque se le menciona como "tivouch" (abubilla) blanca y gris, los autores posteriores piensan que o bien se refiere al estornino crestado o a la subespecie malgache de la abubilla (Upupa epops marginata), pero esta última es de aspecto similar a la subespecie europea. El estornino crestado fue registrado por primera vez en la isla de Reunión (entonces llamada "Bourbon") por Père Vachet en 1669, pero no fue descrito en detalle hasta el informe de Sieur Dubois de 1674:

Las abubillas o «calandrias», tienen un penacho blanco en la cabeza, el resto de su plumaje es blanco y gris, su pico y patas como las de las aves de presa; son un poco más grandes que las palomas jóvenes. Es una buena pieza de caza cuando están gordas.

Los primeros colonos de Reunión llamaban a estas aves «huppe» (abubilla), debido a su parecido por su copete y su pico curvado. Se registró muy poco del estornino crestado en los siguientes 100 años, pero se empezaron a llevar especímenes a Europa durante el siglo XVIII. Aunque la especie fue descrita científicamente por el naturalista francés Philippe Guéneau de Montbeillard en la edición de 1779 de la Histoire Naturelle del conde de Buffon, no recibió su nombre científico hasta que se lo asignó el naturalista holandés Pieter Boddaert en la edición de la obra de 1783. Boddaert lo denominó Upupa varia, clasificándolo en el género de las abubillas, por lo que su nombre científico significaba «abubilla abigarrada», en referencia a sus colores blanco y oscuro. Boddaert proporcionaba la nomenclatura binomial a las láminas de las obras de Buffon, por lo que la ilustración de 1770 del estornino de Reunión de François-Nicolas Martinet que acompaña a este nombre se considera el holotipo de la especie o ilustración tipo. Aunque la lámina podría estar basada en un espécimen del Museo Nacional de Historia Natural de París, en la actualidad es imposible determinarlo. El museo de París originalmente tenía cinco pieles disecadas de estornino crestado, aunque algunas llegaron en el siglo XIX. El espécimen MNHN 2000-756, posiblemente una hembra y uno de los modelos para más ilustraciones, tiene el penacho recortado artificialmente, resultando rizada semicircularmente hacia delante de forma no coincidente con las aves vivas, y la ilustración tipo tiene una cresta de apariencia similar.

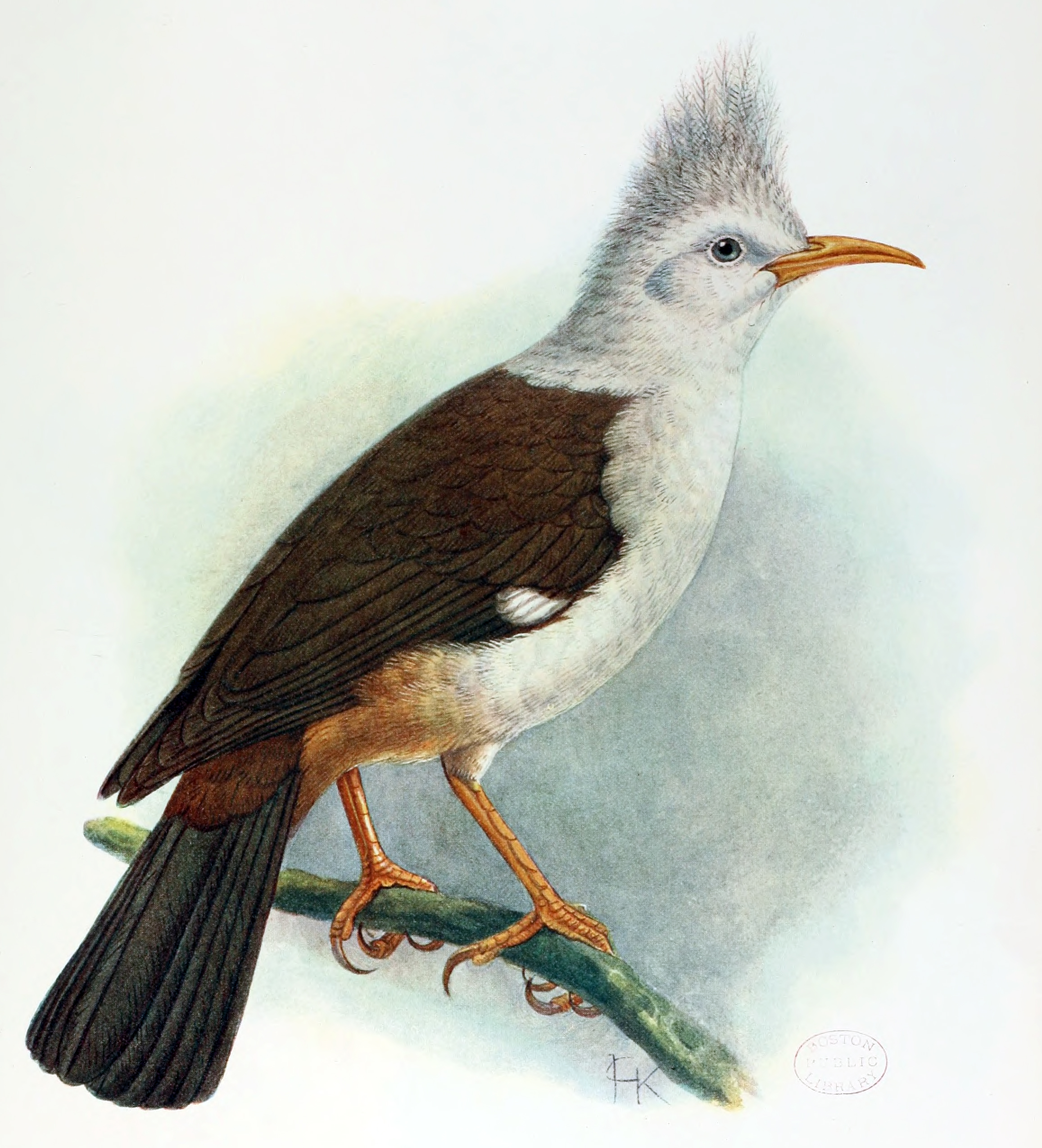
Ilustración de 1907 John Gerrard Keulemans, basado en el espécimen de París con el penacho recortado.

La primera mención de De Flacourt del ave como «tivouch» hizo que los primeros autores creyeran que se encontraban variantes de esta ave en Madagastar y el Cabo y al pensar que pertenecían al género Upupa, recibieron nombres como Upupa capensis y Upupa madagascariensis. Posteriormente varios autores los relacionaros con las aves del paraíso, los abejarucos, los vaqueros, algunos Icteridae y las chovas, y como resultado se asignarían a otros géneros y se les darían nuevos nombres como Coracia cristata y Pastor upupa. En 1831, René-Primevère Lesson lo situó en su propio género, Fregilipus, una combinación de Upupa y Fregilus, este último el nombre de un género obsoleto usado para las chovas. Auguste Vinson en 1868 estableció que esta ave encontraba solo en la isla de Reunión y propuso un nuevo nombre binomial, Fregilupus borbonicus, en referencia al antiguo nombre de la isla.

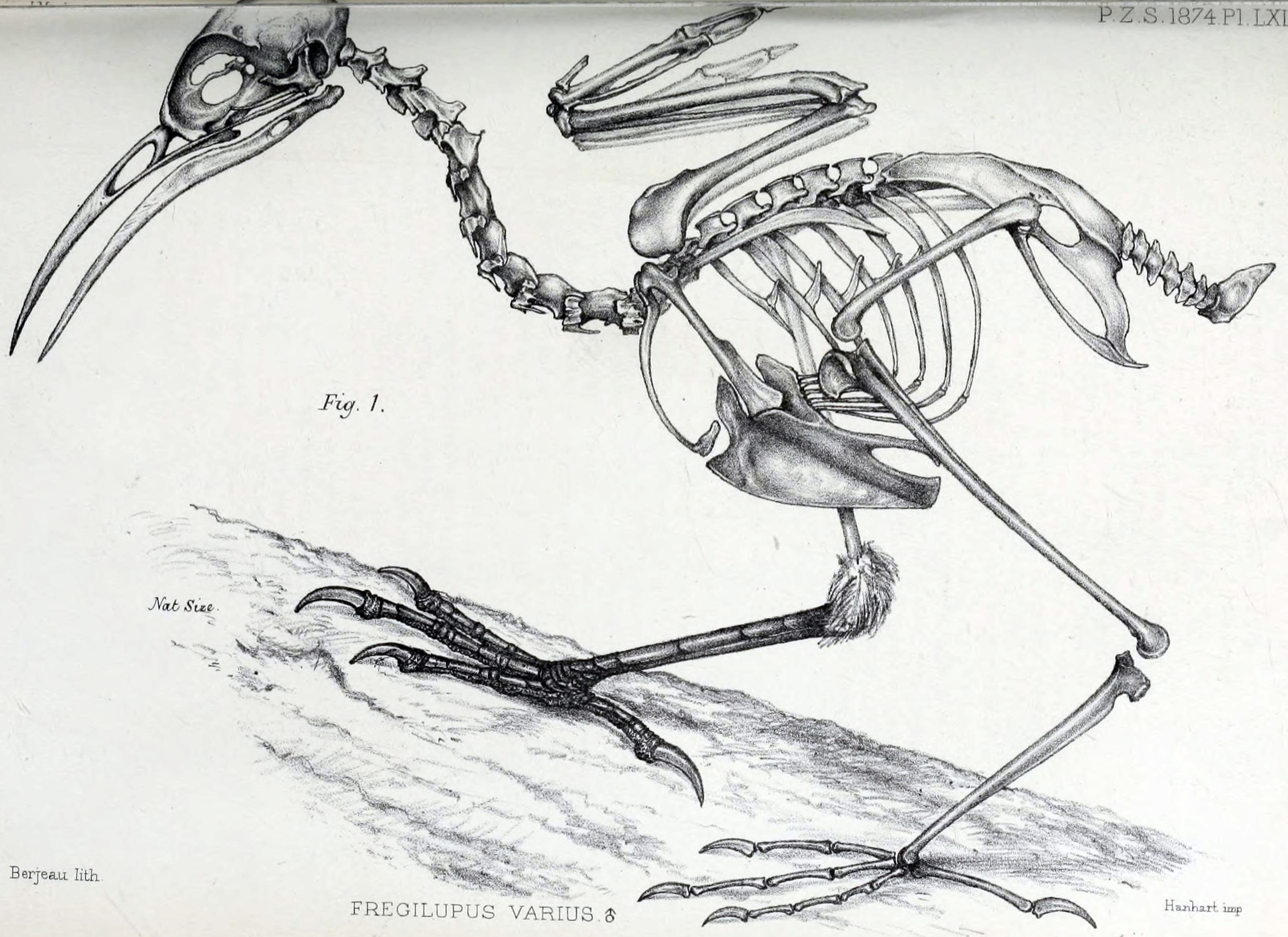
Litografía del único esqueleto conocido, por Philibert Charles Berjeau, 1874

Hermann Schlegel propuso por primera vez en 1857 que la especie pertenecía a la familia de los estorninos (Sturnidae), reclasificándolo dentro del género Sturnus como S. capensis. Esta reclasificación fue tenida en cuenta por otros autores. Carl Jakob Sundevall propuso un nuevo nombre para su propio género Lophopsarus (estornino crestado) en 1872, aunque Fregilupus varius—el nombre correcto más antiguo—prevalece como nombre binomial del ave y todos los demás nombres científicos quedan como sinónimos. En 1874, después de un detallado análisis del único esqueleto conocido (conservado en el Museo de zoología de la Universidad de Cambridge), James Murie concordó en que se trataba de un estornino. Richard Bowdler Sharpe dijo en 1890 que el estornino de Reunión era similar a los estorninos del género Basilornis, pero no mencionó ninguna otra similitud aparte de su penacho. En 1941 Malcolm R. Miller encontró que la musculatura del ave era similar a la del estornino común (Sturnus vulgaris) tras diseccionar un espécimen conservado en alcohol en el museo de Cambridge, pero anotó que el tejido estaba muy degradado y que la similitud no confirmaba necesariamente una relación con los estorninos. En 1957 Andrew John Berger albergó dudas sobre el parentesco de esta ave con los estorninos debido a sutiles diferencias anatómicas, tras diseccionar otro espécimen conservado en alcohol en el Museo Americano de Historia Natural. Otros autores propusieron una relación con los vangas (Vangidae), pero Hiroyuki Morioka lo rechazo en 1996, tras un estudio comparativo de sus esqueletos.
En 1875 el ornitólogo británico Alfred Newton intentó identificar con el estornino de Reunión un pájaro blanco y negro mencionado en un manuscrito del siglo XVIII que describía un marinero abandonado en las isla de Rodrigues (también de las Mascareñas) entre 1726–27, suponiendo que podría tratarse de la misma especie. Huesos subfósiles encontrados posteriormente en Rodrigues se relacionaron con el pájaro del manuscrito, y en 1879 estos huesos fueron la base para describir una nueva especie, Necropsar rodericanus (el estornino de Rodríguez), descrita por los ornitólogos Albert Günther y Edward Newton. Aunque encontraron que esta ave de Rodrigues estaba cercanamente emparentada con el estornino crestado de Reunión, Günther y Newton les asignaron géneros separados. El ornitólogo estadounidense James Greenway sugirió en 1967 que el estornino de Rodrigues debería pertenecer al mismo género que el de Reunión, por sus grandes similitudes. Los subfósiles encontraron en 1974 confirmaron que el estornino de Rodrigues debía estar en un género distinto dentro de los estorninos, principalmente porque su pico más robusto garantizaba una separación a nivel de género de Fregilupus. En 2014 el paleontólogo británico Julian P. Hume describió una nueva especie extinta: el estornino de Mauricio (Cryptopsar ischyrhynchus), a partir de subfósiles de Mauricio, que estaba más próximamente emparentada con el estornino de Rodrigues que el crestado de Reunión por las características de su cráneo, esternón y húmero.

### Evolución

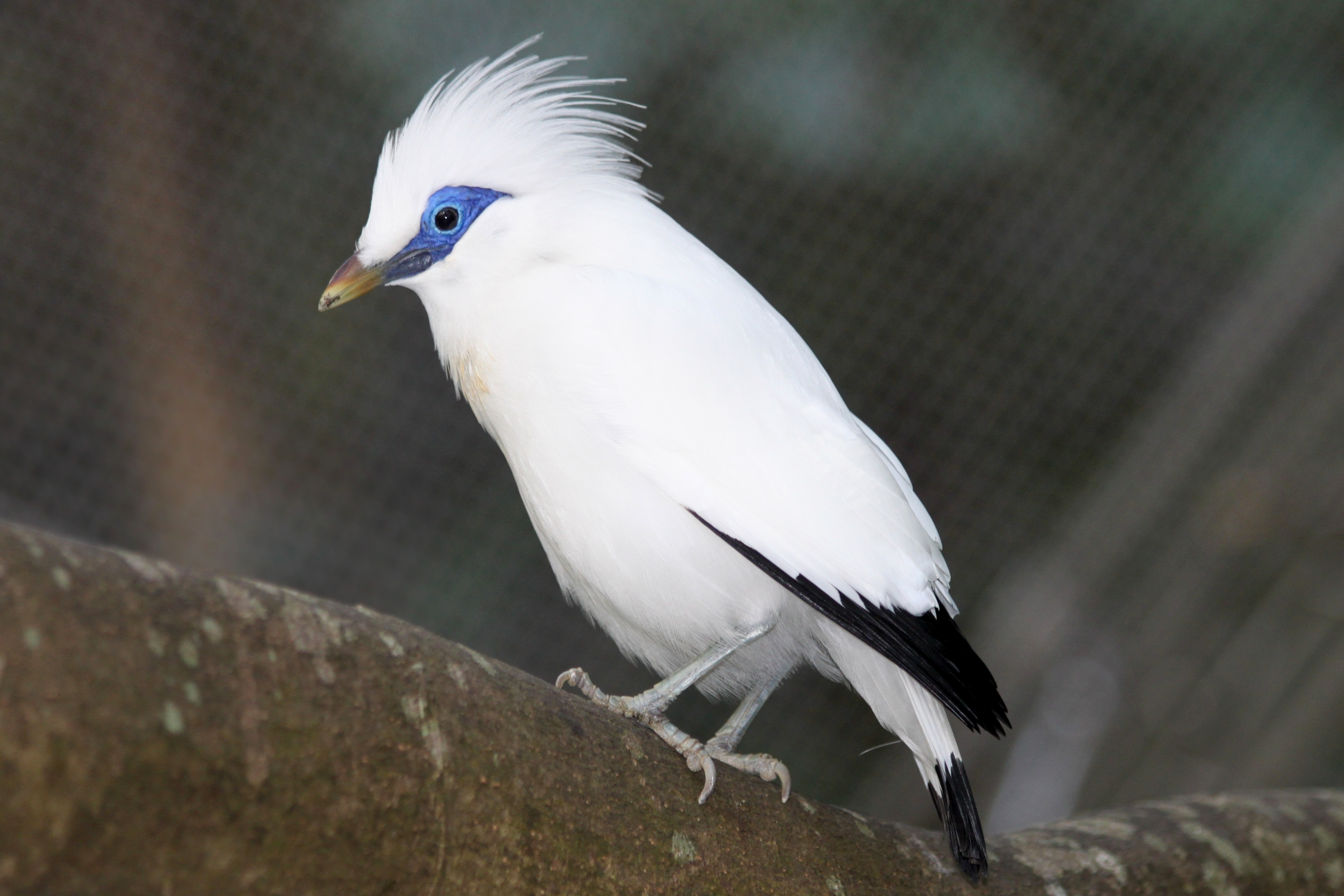
Su pariente el estornino de Bali, tiene una coloración similar y también tiene penacho en la cabeza.

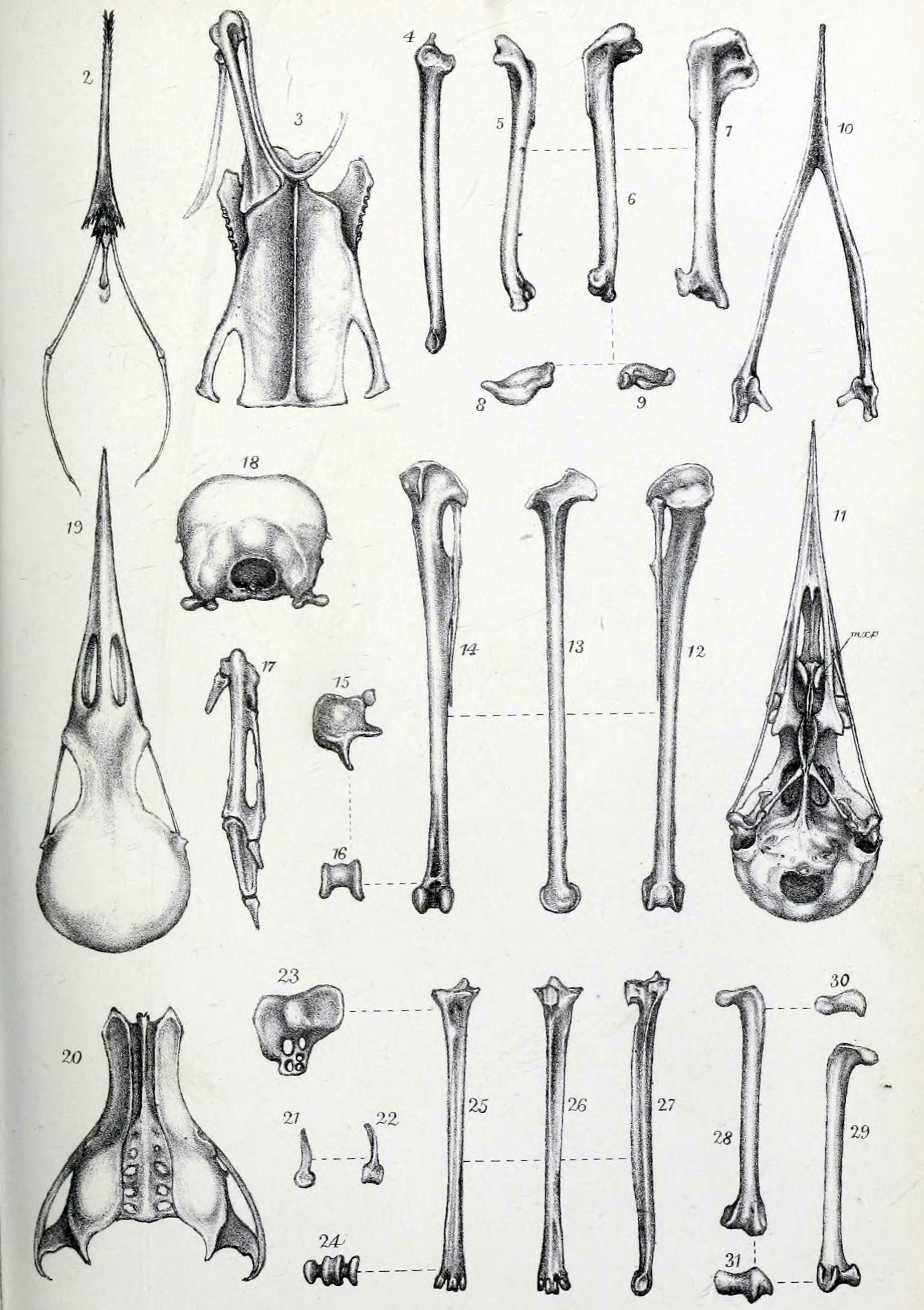
Elementos del esqueleto del estornino de Reunión, 1874

En 1943, Dean Amadon sugirió que especies similares a los Sturnus podrían haber llegado a África y originar al estornino carunculado (Creatophora cinérea) y a los estorninos de las Mascareñas. Según Amadon, los estorninos de Rodrigues y Reunión estaban emparentadas con los estorninos asiáticos, como algunas especies de Sturnus, más que con los estorninos de África (Lamprotornis) y el estornino malgache (Saroglossa aurata), por su coloración. Un estudio de ADN de 2008 sobre varias especies de estorninos confirmó que el estornino de Reunión pertenecía a un linaje aislado de un clado de estorninos del sudeste asiático, sin ningún pariente cercano. El siguiente cladograma muestra su posición:

|  | Sturnus pagodarum (estornino de las Pagodas)                                                                             |
|  | |
|  | \| \| Sturnia erythropygia (estornino cabeciblanco) \| \| \| \| \| \| Sturnia malabarica (estornino malabar) \| \| \| \| |
|  | |
|  | Sturnia erythropygia (estornino cabeciblanco)                                                                            |
|  | |
|  | Sturnia malabarica (estornino malabar)                                                                                   |
|  | |

|  | Sturnia erythropygia (estornino cabeciblanco) |
|  |                                               |
|  | Sturnia malabarica (estornino malabar)        |
|  |                                               |

|  | Sturnus pagodarum (estornino de las Pagodas)                                                                             |
|  | |
|  | \| \| Sturnia erythropygia (estornino cabeciblanco) \| \| \| \| \| \| Sturnia malabarica (estornino malabar) \| \| \| \| |
|  | |
|  | Sturnia erythropygia (estornino cabeciblanco)                                                                            |
|  | |
|  | Sturnia malabarica (estornino malabar)                                                                                   |
|  | |

|  | Sturnia erythropygia (estornino cabeciblanco) |
|  |                                               |
|  | Sturnia malabarica (estornino malabar)        |
|  |                                               |

|  | Sturnus pagodarum (estornino de las Pagodas)                                                                             |
|  | |
|  | \| \| Sturnia erythropygia (estornino cabeciblanco) \| \| \| \| \| \| Sturnia malabarica (estornino malabar) \| \| \| \| |
|  | |
|  | Sturnia erythropygia (estornino cabeciblanco)                                                                            |
|  | |
|  | Sturnia malabarica (estornino malabar)                                                                                   |
|  | |

|  | Sturnia erythropygia (estornino cabeciblanco) |
|  |                                               |
|  | Sturnia malabarica (estornino malabar)        |
|  |                                               |

|  | Sturnus pagodarum (estornino de las Pagodas)                                                                             |
|  | |
|  | \| \| Sturnia erythropygia (estornino cabeciblanco) \| \| \| \| \| \| Sturnia malabarica (estornino malabar) \| \| \| \| |
|  | |
|  | Sturnia erythropygia (estornino cabeciblanco)                                                                            |
|  | |
|  | Sturnia malabarica (estornino malabar)                                                                                   |
|  | |

|  | Sturnia erythropygia (estornino cabeciblanco) |
|  |                                               |
|  | Sturnia malabarica (estornino malabar)        |
|  |                                               |

|  | Sturnus pagodarum (estornino de las Pagodas)                                                                             |
|  | |
|  | \| \| Sturnia erythropygia (estornino cabeciblanco) \| \| \| \| \| \| Sturnia malabarica (estornino malabar) \| \| \| \| |
|  | |
|  | Sturnia erythropygia (estornino cabeciblanco)                                                                            |
|  | |
|  | Sturnia malabarica (estornino malabar)                                                                                   |
|  | |

|  | Sturnia erythropygia (estornino cabeciblanco) |
|  |                                               |
|  | Sturnia malabarica (estornino malabar)        |
|  |                                               |

|  | Sturnus pagodarum (estornino de las Pagodas)                                                                             |
|  | |
|  | \| \| Sturnia erythropygia (estornino cabeciblanco) \| \| \| \| \| \| Sturnia malabarica (estornino malabar) \| \| \| \| |
|  | |
|  | Sturnia erythropygia (estornino cabeciblanco)                                                                            |
|  | |
|  | Sturnia malabarica (estornino malabar)                                                                                   |
|  | |

|  | Sturnia erythropygia (estornino cabeciblanco) |
|  |                                               |
|  | Sturnia malabarica (estornino malabar)        |
|  |                                               |

|  | Sturnus pagodarum (estornino de las Pagodas)                                                                             |
|  | |
|  | \| \| Sturnia erythropygia (estornino cabeciblanco) \| \| \| \| \| \| Sturnia malabarica (estornino malabar) \| \| \| \| |
|  | |
|  | Sturnia erythropygia (estornino cabeciblanco)                                                                            |
|  | |
|  | Sturnia malabarica (estornino malabar)                                                                                   |
|  | |

|  | Sturnia erythropygia (estornino cabeciblanco) |
|  |                                               |
|  | Sturnia malabarica (estornino malabar)        |
|  |                                               |

|  | Sturnus pagodarum (estornino de las Pagodas)                                                                             |
|  | |
|  | \| \| Sturnia erythropygia (estornino cabeciblanco) \| \| \| \| \| \| Sturnia malabarica (estornino malabar) \| \| \| \| |
|  | |
|  | Sturnia erythropygia (estornino cabeciblanco)                                                                            |
|  | |
|  | Sturnia malabarica (estornino malabar)                                                                                   |
|  | |

|  | Sturnia erythropygia (estornino cabeciblanco) |
|  |                                               |
|  | Sturnia malabarica (estornino malabar)        |
|  |                                               |

Anteriormente hubo un intento infructuoso de otro equipo de extraer ADN viable del estornino de Reunión. Los autores del equipo que lo consiguió sugirieron que los ancestros del estornino crestado alcanzaron Reunión desde el sudeste asiático en un viaje por etapas a través de las islas del océano Índico, una hipótesis usada también para otras aves de las Mascareñas. Su linaje se habría separado del de los demás estorninos hace cuatro millones de años (dos millones de años antes de que la isla Reunión emergiera del océano), por lo que podría haber empezado a evolucionar en otras islas actualmente parcialmente sumergidas.
Sobreviven parientes, como el estornino de Bali (Leucopsar rothschildi) y el estornino de cabeza blanca (Sturnus erythropygia), que tienen coloraciones similares y otras características que poseían las especies extintas de las Mascareñas. Como los estorninos de Rodrigues y Mauricio parecen morfológicamente más cercanos entre sí que el estornino de Reunión, que parece más próximo a los estorninos del sudeste asiático, podrían haberse producido dos migraciones independientes de estorninos desde Asia hacia las Mascareñas, siendo la que originó al estornino de Reunión la última. Salvo Madagascar, la Mascareñas eran las únicas islas en el Índico suroccidental con estorninos nativos, probablemente debido a su aislamiento, variada topografía y vegetación.

## Descripción

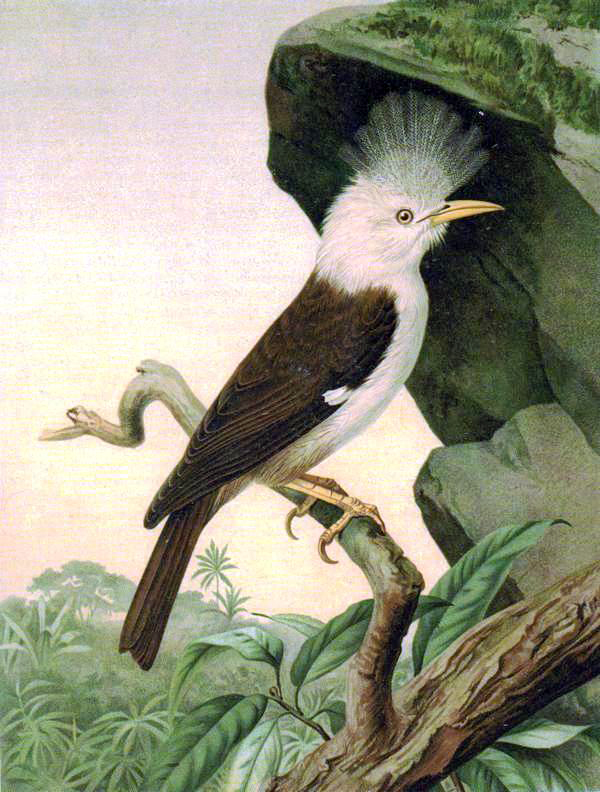
Ilustración de 1910 de Eduard de Maes

El estornino de Reunión medía unos 30 cm de longitud. El culmen de su pico medía 41 mm, su ala 147 mm, su cola 114 mm y su tarso aunos 39 mm. Era el estornino más grande de las tres especies de las Mascareñas. Un adulto presumiblemente macho (NHMUK 1889.5.30.15) del museo de París tiene la cabeza de color gris ceniza claro y la parte posterior del cuello (la parte frontal de este era más clara) y tenía el penacho de la cabeza largo y del mismo color con vetas blancas. Su espalda y cola eran de color pardo grisáceo oscuro, y las alas eran de tonos grisáceos oscuros, y su obispillo y plumas de la parte superior de la cola tenían un tono pardo. Sus coberteras primarias eran blancas con las puntas pardas, aunque en otros especímenes tenían pardas sus bases en lugar de sus puntas. Su lista superciliar, lorum y la mayoría de sus partes inferiores eran blancos, con cierto tono rojizo claro en los flancos y coberteras inferiores de la cola. La extensión de este tono rojizo claro en las partes inferiores variaba entre individuos. El pico y las patas eran de color amarillo limón, con la mandíbula inferior pardo. Tenía una zona triangular desnuda alrededor del ojo que podría ser amarilla en vida. Aunque el iris de la especie se describió como pardo azulado, se ha representado como castaño, amarillo y naranja.
Ha habido confusión sobre qué características eran debidas al dimorfismo sexual en la especie. Solo se han podido sexar tres especímenes (todos machos), con variaciones individuales y debidas a la edad sin considerar. Se piensa que los machos eran más grandes y con el pico más curvado. En 1911 el residente en Reunión Eugène Jacob de Cordemoy recordando sus observaciones de este pájaro de 50 años atrás, indicó que solo los machos tenían el copete blanco, pero se cree que esto es incorrecto. Una presunta hembra (espécimen MNHN 2000-756) del museo de París parece tener un penacho menor y el pico más corto y menos curvado, y coberteras primarias más pequeñas. Un espécimen juvenil tiene el penacho más pequeño al igual que las coberteras primarias, y tiene un tono pardo en lugar del gris ceniza claro en la cresta, lorum y lista superciliar, y su espalda es parda (en lugar de pardo grisácea). Los juveniles de algunos estorninos del sudeste asiático también son más pardos que los adultos.
Vinson, que observó estorninos crestados cuando vivía en Reunión, describió su penacho como flexible, con plumas separadas y curvadas hacia delante de varias longitudes, más altas por el centro, y que podía erizarse a voluntad. Comparó su cresta con la de las cacatúas y las plumas de su cola con las de un ave del paraíso. La mayoría de los especímenes disecados tienen el penacho erizado, imitando su posición. La única ilustración del estornino crestado que en la actualidad se cree fue realizada a partir de individuos vivos fue dibujada por Paul Philippe Sauguin de Jossigny al comienzo de la década de 1770. Jossigny dio instrucciones a los grabadores de la imagen para que fueran precisos, debían representar la cresta en un ángulo inclinado hacia delante respecto de la cabeza (no recta hacia arriba). Hume cree que Martinet hizo esto al realizar la ilustración tipo, siguiendo la imagen de Jossigny más que por un dibujo al natural. Jossigny también hizo el único dibujo en vida de la extinta cotorra de Rodrigues (Psittacula exsul) a partir de un ejemplar que le mandaron de Rodrigues a Mauricio, así que quizás fue donde también dibujó al estornino crestadoso. Murie indicó que las únicas ilustraciones originales eran las de Martinet y Jacques Barraband, ya que desconocía la existencia del dibujo de Jossigny, pero notó una rigidez y tosquedad que indicaba que ninguna de las dos podía haber sido hechas en vida.

## Comportamiento y ecología

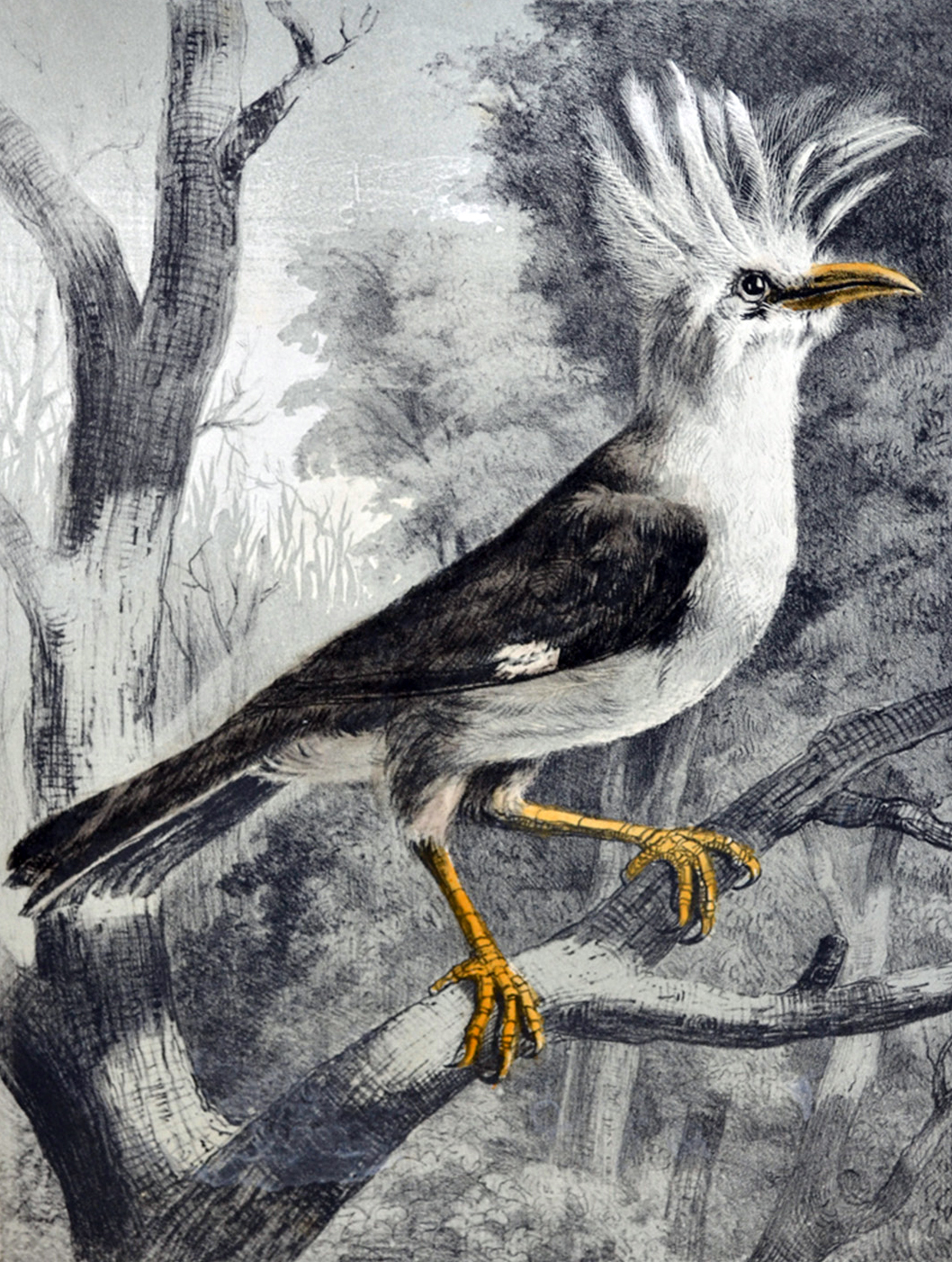
Ilustración de los años 1860 por Albert Roussin.

Se sabe poco del comportamiento del estornino crestado de Reunión. Según el informe de François Levaillant sobre esta ave de 1807, que incluye observaciones de residente en Reunión, era abundante y formaba grandes bandadas que habitaban en las zonas húmedas y los pantanos. En 1831, Lesson, sin ninguna explicación, describió sus hábitos similar a los de un córvido. En 1877 Vinson relata sus experiencias con en ave hacía más de 50 años antes:

Ahora estas hijos del bosque, cuando eran numerosos, volaban en bandada e iban así por la selva húmeda, aunque se separaban poco unos de otros, como buenos compañeros o como ninfas que toman un baño. Vivían de bayas, semillas e insectos, y los crioyos disgustados por esto último, los tomaban por una pieza de caza impura. Algunas veces venían de los bosques al litoral, siempre volando y saltando de árbol en árbol, de rama en rama, y se posaban en enjambres en los cafetos en flor, y en el pasado había testimonios de los habitantes de la isla de Bourbon, decía el naturalista Levaillant, de que causaban grandes daños en los cafetos haciendo caer las flores prematuramente. Pero no eran las flores blancas del café lo que las abubillas buscaban y por eso se comportaban así, eran las orugas y los insectos lo que devoraban, y así prestaban un importante servicio a la silvicultura de la isla de Bourbon y las ricas plantaciones de café, con las que esta tierra estaba cubierta entonces, ¡la edad dorada del país!

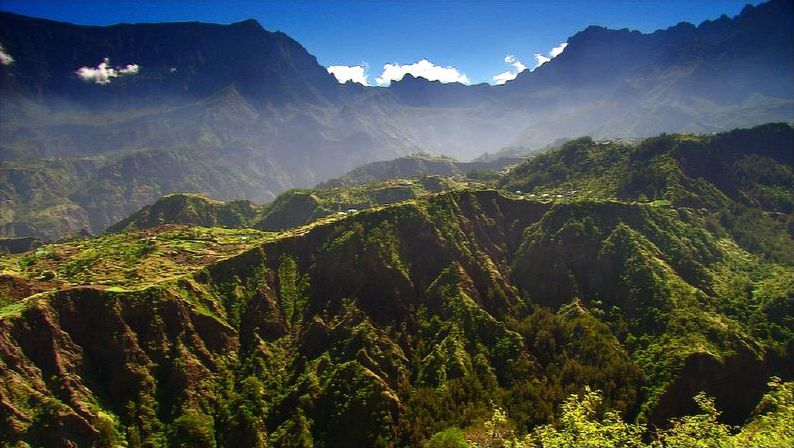
Bosques de montaña de Reunión, 2006

Como la mayoría de los estorninos, el estornino de Reunión era omnívoro, se alimentaba de frutos, semillas e insectos. Podía mover su lengua (larga, delgada y puntiaguda) rápidamente para ayudarse cuando se alimentaba de frutos, néctar, polen e invertebrados. Sus elementos pélvicos eran robustos y sus patas y garras eran largas, lo que indicaba que se alimentaba cerca del suelo. Sus mandíbulas eran fuertes. Morioka comparó su cráneo con el de la abubilla, y podría haberse alimentado de una forma similar, sondeando y haciendo agujeros en el sustrato insertando y abriendo su pico. De Montbeillard fue informado del contenido del estómago de un espécimen diseccionado, que consistía de semillas y frutos de  "Pseudobuxus" (posiblemente Eugenia buxifolia, un arbusto con bayas dulces y naranjas). Anotó que el pájaro pesaba 110 gramos, y que estaba más gordo alrededor de junio y julio. Varios informes indican que el estornino crestado migraban dentro de Reunión, pasando seis meses en las tierras bajas y seis meses en las montañas. Podrían haber encontrado comida más fácilmente en invierno en las tierras bajas, y los individuos reproductores se alimentarían en las montañas durante el verano. El estornino crestado probablemente anidaría en las cavidades de los árboles. Su canto se describió como un  «silbido alegre y intenso» y con «notas claras», indicando una similitud con el canto de los demás estorninos.
Muchas otras especies endémicas de Reunión se extinguieron tras la llegada de los humanos y la alteración que produjeron en el ecosistema de la isla. El estornino vivía con otras aves de las Mascareñas ahora extintas, como el ibis de Reunión, el loro de las Mascareñas, la cotorra de Reunión, el calamón de Reunión, el búho de Reunión, el martinete de Reunión y la tórtola de Reunión. Además se extinguieron de Reunión reptiles como la tortuga gigante de Reunión y un escinco sin describir del género Leiolopisma. El zorro volador de Mauricio y el caracol Tropidophora carinata también vivían en Reunión y Mauricio antes de desaparecer de ambas islas.

## Relación con los humanos

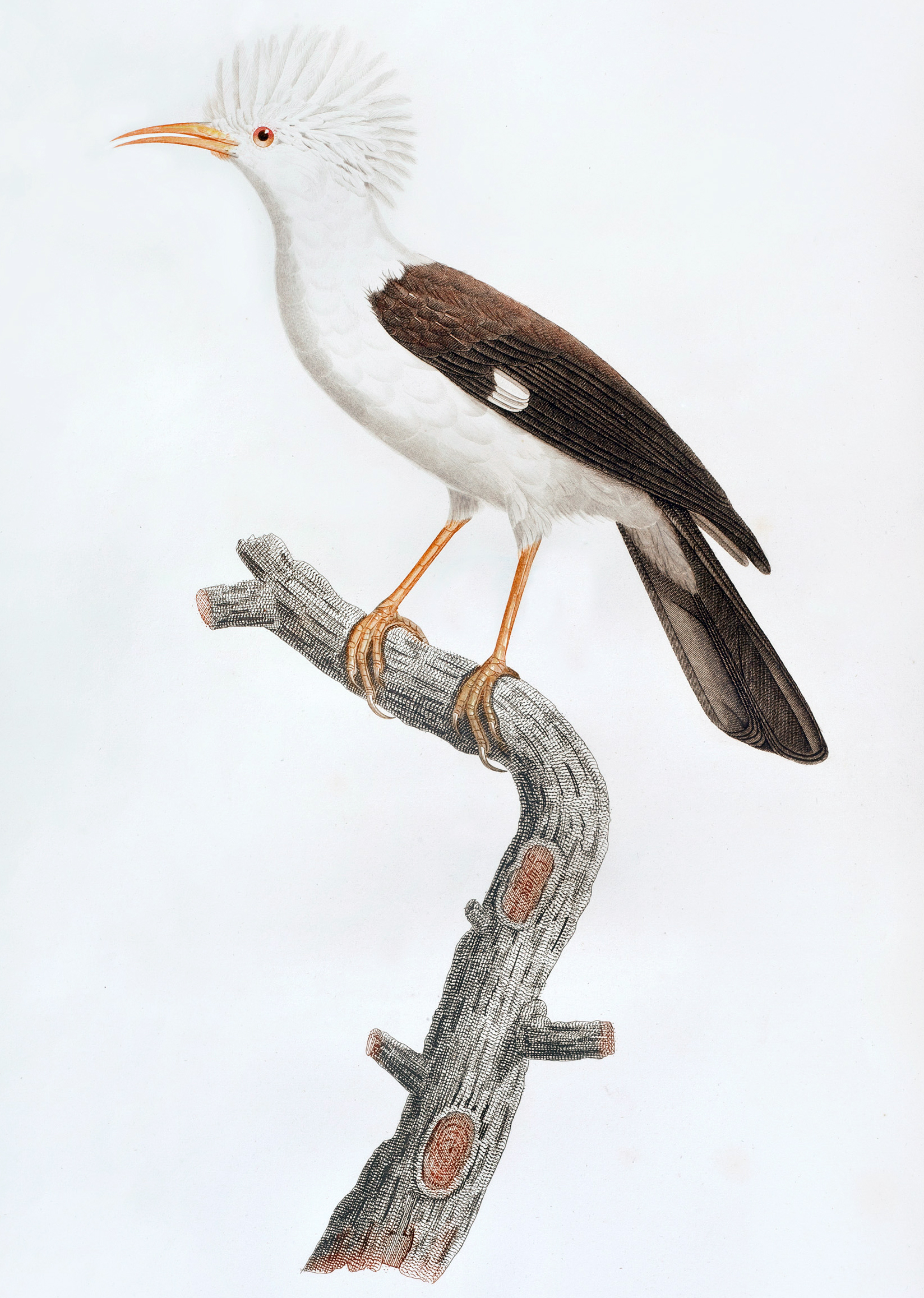
Ilustración de 1807 de Jacques Barraband.

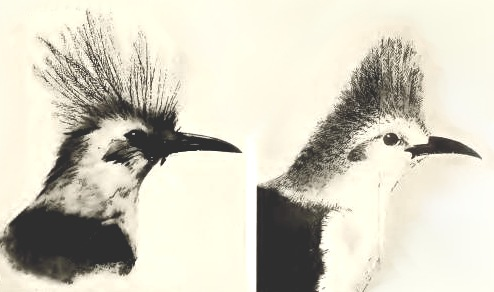
Cabezas de los especímenes de Caen (destruido durante la Segunda Guerra Mundial) y París (con la cresta recortada), 1913.

El estornino de Reunión se describió como manso y fácil de cazar. En 1704, Jean Feuilley explicó como los humanos y los gatos los cazaban:

Las abubillas y los mirlos [Hypsipetes borbonicus] son igual de gordos que los de Francia, y tienen un sabor maravilloso, que están gordos al mismo tiempo que los loros, que viven de los mismos alimentos. Para atraparlos se pueden cazar con varas o pértigas largas y finas de seis pies de largo, aunque esta caza se ve con poca frecuencia. Los gatos cimarrones [escados] destruyen muchos. Estos pájaros dejan que se les acerquen mucho, así que los gatos los atrapan sin dejar el sitio.

El estornino de Reunión se mantenía como ave de jaula en Reunión y Mauricio, y aunque esta ave se hacía más escasa, varios especímenes se obtuvieron durante al principio del siglo XIX. Se desconoce si algún espécimen se transportó vivo desde las Mascareñas alguna vez. Cordemoy recuerda que las aves cautivas se podían alimentar con una amplia variedad de alimentos, como plátanos, patatas o chayotera, y que las aves salvajes nunca penetraban en las zonas habitadas. Muchos individuos sobrevivían en Mauricio tras escaparse allí, y se pensó que podría se podría establecer una población asilvestrada. Sin embargo, la población de Mauricio duró menos de una década. El último espécimen de la isla (el último registro preciso de un espécimen vivo en cualquier parte) se recolectó en 1836. Todavía se pudieron recolectar especímenes en Reunión durante la década de 1830 y posiblemente, principios de la de 1840.
Quedan 19 especímenes de estornino de Reunión en los museos de todo el mundo (incluidos un esqueleto y dos especímenes conservados en alcohol), dos en el museo de París y cuatro en Troyes. Además desaparecieron pieles de Turín, Livorno y Caen destruidas durante la Segunda Guerra Mundial, y cuatro pieles desaparecieron de Reunión y Mauricio (que ahora tienen solo una cada uno). Los especímenes fueron enviados a Europa al inicio de la primera mitad del siglo XVIII, aunque la mayoría de las recolecciones se hicieron en la primera mitad del siglo XIX. No está claro cuándo se consiguió cada ejemplar, y algunos especímenes se trasladaron entre colecciones. Tampoco está claro qué especímenes fueron la base de las descripciones y las ilustraciones. El único ejemplar subfósil de estornino de Reunión conocido se descubrió en 1993 en una gruta de Reunión.

### Extinción

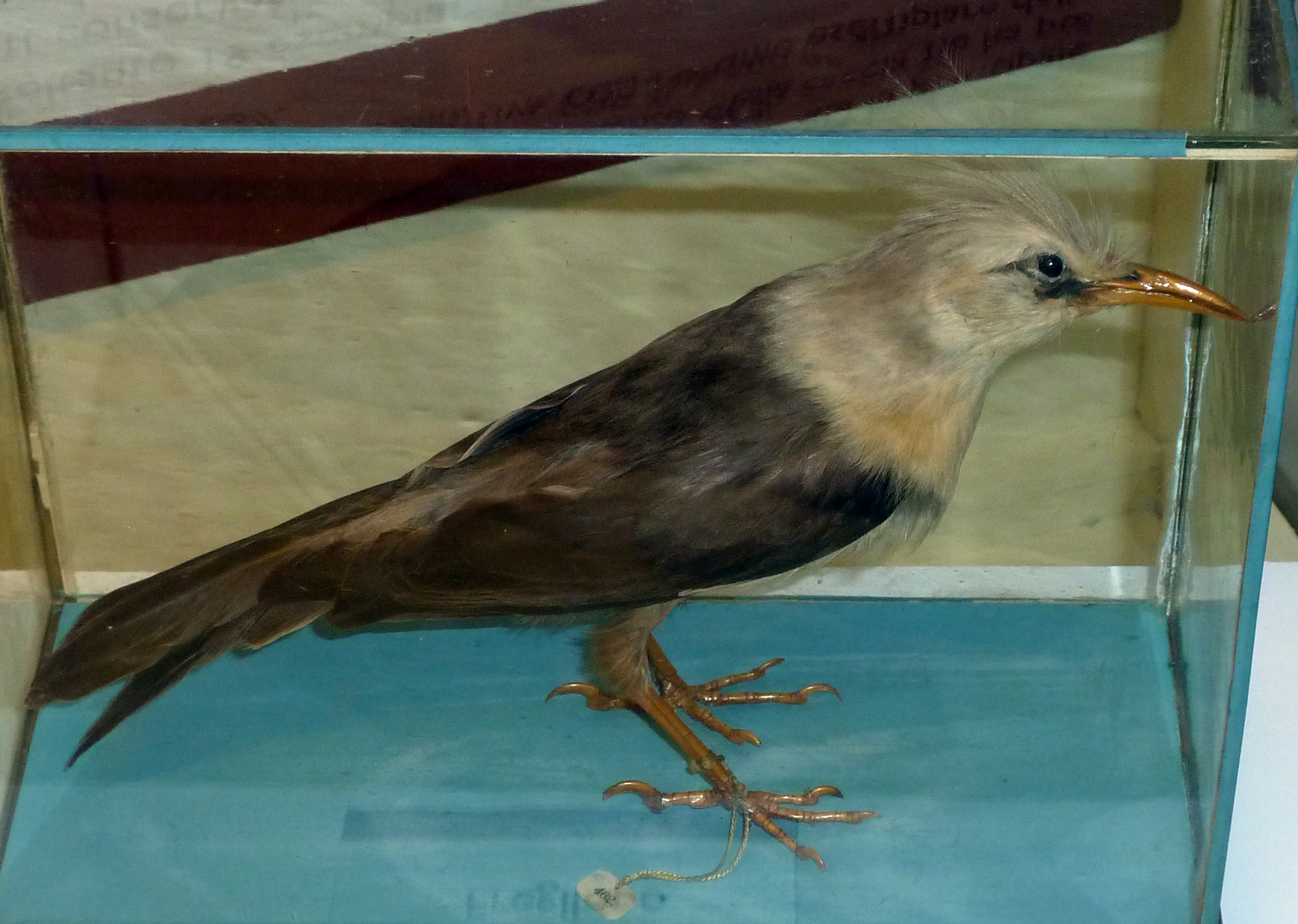
Espécimen de la colección ornitológica de la Certosa di Pisa, Italia.

Se han propuesto varias causas para el declive y repentina desaparición del estornino de Reunión, todos relacionadoas con las actividades humanas en Reunión, que sobrevivió durante dos siglos a la colonización. Un posible causa que se ha repetido es la introducción del miná común (Acridotheres tristis) que produjo la competencia entre ambas especies de estorninos. El miná fue introducido en Reunión en 1759 para combatir a las langostas, y él mismo se convirtió en una plaga. Sin embargo, el estornino de Reunión coexistió con el miná casi 100 años y puede que no compartieran hábitat. La rata negra (Rattus rattus) llegó a Reunión en la década de 1670 y la rata gris (Rattus norvegicus) en 1735, y se multiplicaron rápidamente y amenazaron la agricultura y a las especies nativas. Como el estorninio de Reunión, las ratas viven en las cavidades de los árboles y habrían expoliado sus huevos y polluelos. Durante el siglo XIX el escinco de Reunión (Gongylomorphus borbonicus) se extinguió por la depredación sufrida por la culebra lobo (Lycodon aulicum) introducida, lo que pudo haber privado a los pájaros de una significativa fuente de alimento. Los estorninos de Reunión podrían haber contraído enfermedades contagiadas por las aves introducidas, un factor conocido que produjo marcados declives en y extinciones en las aves endémicas de Hawái. Según el ecólogo Anthony S. Cheke, esta fue la principal causa de la extinción del estornino de Reunión ya que la especie había sobrevivido durante generaciones a pesar de otras amenazas.
A comienzos de los años 1830 Reunión fue deforestada para hacer plantaciones. Los antiguos esclavos se unieron a los colonos para cultivar zonas intactas tras la abolición de la esclavitud en 1848, y el estornino de Reunión fue empujado a los bordes de su antiguo hábitat. Según Hume el exceso de caza fue el golpe final a la especie. Con los bosques más accesibles la caza de la creciente población humana condujo a la población de pájaros que quedaba a la extinción. En 1821 se implantó una ley que ordenaba la exterminación de las aves que dañaran el grano, y el estornino de Reunión tenía reputación de dañar las cosechas. Durante la década de 1860 varios escritores notaron que este pájaro casi había desaparecido, pero es probable en esta época ya se hubiera desaparecido. En 1877, Vinson lamentó que los últimos individuos podrían haber muerto en los recientes incendios forestales. No hubo ningún intento de conservar la especie en cautividad. Es estornino de Reunión sobrevivió más tiempo que muchas de otras especies que se extinguieron en las Mascareñas, y fue la última de las especies de estorninos de las Mascareñas en extinguirse. Las especies de Rodrigues y Mauricio probablemente desaparecieron con la llegada de las ratas. Al menos cinco especies de estorninos del género Aplonis desaparecieron de las islas del Pacífico por causa de las ratas. El estornino de Reunión sobrevivió más tiempo gracias a la topografía escarpada y las montañas de Reunión, donde pasaban gran parte del año.